# Igor Postonjski
Igor Postonjski (Zabok, 4 febbraio 1995) è un calciatore croato, centrocampista del Tractor.

## Carriera

### Club
Ha giocato nella prima divisione croata.

### Nazionale
Ha giocato nella nazionale croata Under-15.

## Palmarès

### Club

#### Competizioni nazionali
- Druga hrvatska nogometna liga: 1

Varaždin: 2021-2022
- Campionato iraniano: 1

Tractor: 2024-2025
- Supercoppa d'Iran: 1

Tractor: 2025